# یاکوبو محمد (بازیکن فوتبال، زاده ۱۹۹۶)
یاکوبو محمد (انگلیسی: Yakubu Mohammed؛ زادهٔ ۷ ژوئن ۱۹۹۶) بازیکن فوتبال اهل غنا است.
وی همچنین در تیم ملی فوتبال غنا بازی کرده است.